# 谭盾
谭盾（1957年8月18日—），出生于湖南长沙，祖籍湖南湘潭，当代古典音乐作曲家、指挥家，奥斯卡金像奖最佳原创音乐奖获得者，联合国教科文组织全球亲善大使。他创作的著名作品包括电影配乐《卧虎藏龙》、《英雄》、2008年北京奥运会颁奖仪式音乐、2020年联合国生物多样性大会主题曲《和光同春》等等。谭盾的作品视听元素多样，常借鉴中国传统音乐风格，并运用非常规乐器等进行实验音乐的探索。

## 生平
谭盾出生于湖南长沙的丝茅冲，毕业于長沙市芙蓉區育華小學和湖南省长沙市第一中学。1975年7月高中毕业后，下放到望城县黄金乡农村插队，后在望城县京剧团开始其职业音乐家的生涯。1977年，谭盾考入中央音乐学院作曲系，师从赵行道、黎英海，获得作曲硕士学位，在那里他开始接触到武满彻、乔治·克拉姆、亚历山大·葛尔、汉斯·维尔纳·亨策、尹伊桑、周文中等当代作曲家。1986年谭盾获美国哥伦比亚大学奖学金，随周文中以及馬里奧·大衛朵夫斯基学习并获得博士学位，并进一步受到如菲利普·格拉斯、约翰·凯奇、梅芮迪斯·蒙克和斯蒂夫·莱奇等实验音乐作曲家的影响。
谭盾现为美国国籍，旅居于纽约。1997年7月1日香港回归庆典上，谭盾與大提琴家馬友友和流行音樂巨星張學友合作演绎了交响曲《天·地·人》。谭盾曾被评为影响世界的十位华人之一（2006年）、2010年担任中国上海世博会全球文化大使、2013年被联合国教科文组织任命为亲善大使。2008年时，谭盾與Youtube合作，参与创建了「Youtube交响乐团」，為全球首個網上協作樂團。2009年初進行全球報名，並由世界各地的音樂家，評判團及 YouTube 使用者選出近90名入圍者，參加2009年4月15日在紐約卡內基音樂廳舉行的 YouTube 交響樂團首場演奏會。

## 荣誉奖项
- 1983年：凭借弦乐四重奏《风雅颂》获得德国德累斯顿市卡尔·马利亚·冯·韦伯作曲比赛二等奖（Carl-Maria-von-Weber-Preis），成为1949年以来首个获国际奖项的中国作曲家[4]
- 1990年：亚洲作曲家联盟入野义朗纪念奖（德语：ACL Yoshiro Irino Memorial Prize）[5]
- 1994年：尤金·麦克德莫特（英语：Eugene McDermott）艺术奖（The Eugene McDermott Award in the Arts）
- 1996年：格伦·古尔德奖（英语：Glenn Gould Prize）
- 1998年：凭借歌剧《马可波罗（英语：Marco Polo (opera)）》获格文美奖（英语：Grawemeyer Award），为该奖史上最年轻获奖者
- 2000年：第37届金马奖最佳原創电影音乐（《卧虎藏龙》）
- 2001年：第54届英国电影学院奖（英语：54th British Academy Film Awards）最佳电影音乐（《卧虎藏龙》）[6]
- 2001年：第73届奥斯卡最佳原创音乐奖（《卧虎藏龙》）[7]
- 2001年：第20届香港电影金像奖最佳原创电影音乐（《卧虎藏龙》）
- 2002年：第44届格莱美（英语：44th Annual Grammy Awards）最佳电影原创音乐奖（《卧虎藏龙》）[8]
- 2003年：第22届香港电影金像奖最佳原创电影音乐（《英雄》）
- 2003年：音乐美国（英语：Musical America）年度作曲家[9]
- 2005年：杜伊斯堡音乐奖（英语：Duisburger Musikpreis）
- 2011年：汉堡市巴赫奖（德语：Bach-Preis der Freien und Hansestadt Hamburg）
- 2012年：肖斯塔科维奇奖（Shostakovich Award）[10]

## 主要作品

### 協奏曲
- 《道极》（1985年）
- 《水火交融《易1》》（1994年），同名樂曲於1996年改編為大提琴獨奏曲
- 小提琴協奏曲《京劇外傳》（1994年）
- 《為撥絃鋼琴及十件樂器的協奏曲》（1995年）
- 吉他與樂隊協奏曲《易2》（1996年）
- 《火祭胡琴協奏曲》（1996年）
- 有機音樂I：《水樂》（1999年，敲擊樂協奏曲）
- 琵琶與絃樂隊協奏曲（1999年），另有改編予絃樂四重奏的版本
- 古箏協奏曲（1999年）
- 大提琴協奏曲《臥虎藏龍》（2000年），另有改編給二胡及室樂隊的版本
- 樂隊協奏曲《易0》（2002年）
- 為大提琴、錄像及樂隊的協奏曲《地圖》（2002年）
- 有機音樂II：《紙樂》（2003年，敲擊樂協奏曲）
- 為12把大提琴及樂隊所寫《馬可勃羅的四條秘密之路》（2004年）
- 鋼琴協奏曲《火》（2008年）
- 有機音樂III：《土樂》（或稱作《陶石樂－大地之聲》）（2009年，敲擊樂協奏曲）
- 小提琴協奏曲《愛》（2009年）
- 敲擊樂協奏曲《大自然之淚—為日本的海嘯犧牲者的追憶》（2012年）
- 為豎琴、錄像及樂隊的協奏曲《女書》（2013年），當中包涵了13段取自中國湖南省江永縣內能操「女書」的女村民的錄像片段。
- 《霸王别姬，京剧青衣与钢琴的交响诗》（2015年）指挥：余隆，钢琴：王羽佳，青衣：肖迪，演奏：广州交响乐团 [11] [12]

### 交響曲
- 兩樂章交響曲（1985年）
- 1997交響曲《天·地·人》（1997年），當中兩個選段再獨立輯成《龍與鳳》序曲及《和平之歌》,
- 2000交響曲《世界交響曲》（2000年）
- 第1號互聯網交響曲《英雄》（2008年），及後由香港中樂團助理指揮周熙杰改編為中樂團版本。
- 弦樂交響曲（2009年）

### 管弦樂作品（包括合唱）
- 《離騷》（1979年）
- 根據《死與火》的《自畫像》（1983年）
- 樂隊劇場1《O》（1990年），及後同年再寫成樂隊劇場1《塤》
- 樂隊劇場2《Re》（1992年）
- 《死與火：和画家克利的对话》（1992年）
- 《安魂曲及搖籃曲》（1995年）
- 樂隊劇場3《紅色預報》（1996年）
- 樂隊劇場4《門》（1999年）
- 《水之受難曲》（亦稱：復活之旅，2000年），根據聖馬太受難曲而寫，應德國史特加國際巴哈學院（英语：Internationale Bachakademie Stuttgart）的委約，為紀念J.S.巴赫逝世250周年而寫成的合唱作品[13]。
- 《奧運序曲》（2009年），2009年9月於廣州首演[14]
- 《帕薩卡里亞：風與鳥的密語》（2015年），卡內基音樂廳和美國國家青年交響樂團（英语：National Youth Orchestra of the United States of America）的委約作品。演奏期間台上的樂手與台卡觀眾須按指揮指示，在適當時候播放預先下載於智能電話內的雀鳥錄音段落（页面存档备份，存于）[15]。

### 歌劇
- 《九歌》（1989年）
- 《马可波罗（英语：Marco Polo (opera)）》（1995年）
- 《牡丹亭》（1998年）
- 《茶》（2002年）
- 《秦始皇》（2006年）

### 電影音樂
- 《南京1937》
- 《卧虎藏龙》
- 《英雄》
- 《夜宴》

### 其他
1992年10月號 表演藝術雜誌,文章《無聲的震撼》-與約翰‧凱吉（john Cage）的最後談話 
- 中樂器樂曲《金木水火土》
- 《天影》——为42把胡琴创作（1984年）
- 舞劇《黄土地》，並根據此改編成中樂團作品《西北组曲》
- 2020年联合国生物多样性大会主题曲《和光同春》

## 外部連結
- 譚盾個人網頁（页面存档备份，存于）
- 無聲的震撼——與約翰‧凱吉（John Cage）的最後談話 （页面存档备份，存于）